# Mabu
Mabu (nep. मावु) – gaun wikas samiti we wschodniej części Nepalu w strefie Meći w dystrykcie Ilam. Według nepalskiego spisu powszechnego z 2001 roku liczył on 607 gospodarstw domowych i 3364 mieszkańców (1617 kobiet i 1747 mężczyzn).